# Ugo Savarese
Ugo Savarese (Napoli, 2 dicembre 1912 – Genova, 19 dicembre 1997) è stato un baritono italiano.

## Biografia
Nato da genitori appartenenti alla piccola borghesia napoletana, restò da bambino orfano di padre e fu mandato a completare gli studi al collegio di Monte Mario a Roma, dove rimase fino al 1928. In collegio, quando ancora era una voce bianca, si distinse nel coro dell'istituto divenendo solista e gli stessi insegnanti presero contatti con i familiari per segnalarne le doti vocali.
Nel 1930, quando la voce, seppur ancora acerba, aveva già uno spiccato timbro baritonale, iniziò a prendere lezioni di canto presso il maestro Bellini. Due anni dopo subentrò il maestro Conte, insegnante del Conservatorio di San Pietro a Maiella di Napoli, che lo portò al debutto nel 1938 al Teatro San Carlo nel ruolo del carceriere in Tosca.
Continuò a interpretare parti secondarie, a parte il ruolo di Silvio in Pagliacci, fino al 1940, quando, dovendo esordire da protagonista come Germont ne La traviata, fu chiamato alle armi per il secondo conflitto mondiale, dal quale fece ritorno solo nel 1945 dopo un periodo di prigionia in Germania. In quel periodo il Teatro San Carlo era frequentato dalle truppe alleate e gli spettacoli venivano allestiti con grande povertà di mezzi; tuttavia Savarese ebbe l'opportunità di cantare un ampio repertorio prevalentemente verdiano, fra cui Rigoletto, che doveva diventare l'opera più amata ed eseguita in oltre 500 recite.
Nel 1948 ottenne una scrittura alla Scala di Milano, debuttando in Andrea Chénier con un grande successo personale che gli valse un contratto pluriennale. In quegli anni cantò ne Il trovatore, Un ballo in maschera, Otello, La traviata, Fedora, Carmen, La favorita, La Gioconda e altri titoli del grande repertorio, distinguendosi in particolare nelle opere verdiane, che affrontò ripetutamente anche negli impegnativi teatri "di tradizione" di Parma e Piacenza. Divenuto popolare, iniziò ad esibirsi anche all'estero: Madrid, Londra, Parigi, Mosca, San Pietroburgo, Zurigo, Montecarlo. Non accettò la proposta di un'audizione dal Teatro Metropolitan di New York.
Con gli anni settanta, risentendo di un certo affaticamento vocale, si dedicò a un repertorio meno impegnativo (L'amico Fritz, I due Foscari ed altre opere minori) e nel 1974 lasciò il canto per dedicarsi all'insegnamento, che continuò anche in età avanzata fino al 1996.

## Discografia

### Incisioni in studio
- La fanciulla del west, con Carla Gavazzi, Vasco Campagnano, dir. Arturo Basile - Cetra 1950
- La traviata, con Maria Callas, Francesco Albanese, dir. Gabriele Santini - Cetra 1953
- Andrea Chenier, con Josè Soler, Renata Tebaldi, dir. Arturo Basile - Cetra 1953
- Il trovatore, con Mario Del Monaco, Renata Tebaldi, Giulietta Simionato, Giorgio Tozzi, dir. Alberto Erede - Decca 1956

### Registrazioni dal vivo
- Giovanna d'Arco, con Renata Tebaldi, Gino Penno, dir. Gabriele Santini - Napoli 1951 ed. Legato Classics
- Aida, con Renata Tebaldi, Gino Penno, Ebe Stignani, Giulio Neri, dir. Tullio Serafin - Napoli 1953 ed. Edizione Lirica/Lyric Distribution
- La Gioconda, con Anna De Cavalieri, Giuseppe Di Stefano, Fedora Barbieri,  Mario Petri, dir. Tullio Serafin - Napoli 1953, ed. Opera Lovers
- Rigoletto, con Antonietta Pastori, Gianni Raimondi, dir. Vincenzo Bellezza - Napoli 1955 ed. Lyric Distribution
- La traviata, con Renata Tebaldi, Nicola Filacuridi, dir. Tullio Serafin - Firenze 1956 ed. Opera Lovers
- La traviata, con Virginia Zeani, Gianni Raimondi, dir. Angelo Questa - Napoli 1956 ed. Bongiovanni
- Il furioso all'isola di San Domingo, con Nicola Filacuridi, Gabriella Tucci, dir. Franco Capuana - Siena 1958 ed. Melodram
- I pescatori di perle (in ital.), con Marcella Pobbe, Ferruccio Tagliavini, dir. Oliviero De Fabritiis - Napoli 1959 ed. Melodram
- I puritani, con Anna Moffo, Gianni Raimondi, Raffaele Arié, dir. Mario Rossi - Torino-RAI 1959 ed. Melodram/Myto
- Andrea Chenier, con Franco Corelli, Gigliola Frazzoni, dir. Gianandrea Gavazzeni - La Scala 1960 ed. Charles Handelman
- Andrea Chenier, con Giuseppe Di Stefano, Onelia Fineschi, dir. Bruno Rigacci - Firenze 1962 ed. Arkadia/Myto
- La battaglia di Legnano, con Leyla Gencer, João Gibin, Marco Stefanoni, dir. Francesco Molinari-Pradelli - Trieste 1963 ed. Gala
- La straniera, con Elena Souliotis, Elena Zilio, Veriano Luchetti, dir. Oliviero De Fabritiis - Catania 1971 ed. House of Opera